# Оркестр романской Швейцарии
Оркестр Романской Швейцарии (фр. Orchestre de la Suisse Romande) — один из ведущих симфонических оркестров Швейцарии, базирующийся в Женеве. Высокая репутация оркестра тесно связана с его основателем Эрнестом Ансерме, руководившим оркестром на протяжении почти полувека, начиная с его создания в 1918 г. Свой вклад в формирование этой репутации внесли и видные германские музыканты, работавшие в Швейцарии во время Второй мировой войны и тесно сотрудничавшие с оркестром, — прежде всего, часто дирижировавшие оркестром в эти годы Вильгельм Фуртвенглер и Карл Шурихт. Главный дирижёр оркестра (с 2017) — Джонатан Нотт.
Среди премьер оркестра — Cantata Misericordium Бенджамина Бриттена (1963).
Первый концерт оркестра в России состоялся 1 февраля 2012 г. в Большом зале Петербургской филармонии.

## Главные дирижёры
- Эрнест Ансерме (1918—1967)
- Пауль Клецки (1967—1970)
- Вольфганг Заваллиш (1972—1980)
- Хорст Штайн (1980—1985)
- Армин Йордан (1985—1997)
- Фабио Луизи (1997—2002)
- Пинхас Штейнберг (2002—2005)
- Марек Яновский (2005—2012)
- Неэме Ярви (2012—2015)
- Джонатан Нотт (2017—)